# Boudjima
Boudjima är en ort i Algeriet.   Den ligger i provinsen Tizi Ouzou, i den norra delen av landet, 100 km öster om huvudstaden Alger. Boudjima ligger 295 meter över havet och antalet invånare är 20 557.
Terrängen runt Boudjima är huvudsakligen kuperad, men åt sydost är den platt. Terrängen runt Boudjima sluttar söderut.Runt Boudjima är det tätbefolkat, med 383 invånare per kvadratkilometer. Närmaste större samhälle är Tizi Ouzou, 13,8 km sydväst om Boudjima. Trakten runt Boudjima består till största delen av jordbruksmark.